# Перейра Силва, Жуан Педру
Жуа́н Пе́дру Пере́йра Си́лва (порт. João Pedro Pereira Silva; 21 мая 1990, Вила-даз-Авиш) — португальский футболист, нападающий клуба «Лузитания».

## Клубная карьера
Жуан Силва в десять лет попал в молодёжную систему клуба «Авеш». Дебют футболиста за основную команду «Авеша» состоялся в сезоне 2009/10. В первый же свой профессиональный сезон девятнадцатилетний футболист забил 14 мячей и стал вторым бомбардиром Лиги ди онра.
Перед началом сезона 2010/11 перешёл в английский «Эвертон», подписав с клубом трёхлетний контракт. Не сумев пройти в основной состав «Эвертона», футболист зимой 2011 года отправился в аренду в клуб «Униан Лейрия». 14 мая сделал дубль в матче против «Бенфики» и помог команде заработать ничью 3:3. Всего за «Лейрию» провёл 12 матчей, в которых забил 4 мяча.
Перед сезоном 2011/12 вновь вновь отправился в аренду, на этот раз в сетубальскую «Виторию». В первой же игре за новую команду забил гол на 90+1 минуте и принёс «Витории» победу над клубом «Пасуш де Феррейра». Во втором своём матче за клуб из Сетубала вновь забил гол и помог своей команде сыграть вничью 2:2 с «Ольяненсе». Однако в дальнейшем дела футболиста в «Витории» складывались хуже и в следующих 14 матчах чемпионата Португалии он забил лишь однажды, после чего зимой вернулся в «Эвертон».
10 июля 2012 года Силва перешёл в болгарский клуб «Левски».

## Карьера в сборной
В 2010—2011 годах играл в молодёжной сборной Португалии.

## Статистика
| Клуб              | Сезон            | Лига | Лига | Кубки | Кубки | Еврокубки | Еврокубки | Прочее | Прочее | Итого | Итого |
| Клуб              | Сезон            | Игры | Голы | Игры  | Голы  | Игры      | Голы      | Игры   | Голы   | Игры  | Голы  |
| ----------------- | ---------------- | ---- | ---- | ----- | ----- | --------- | --------- | ------ | ------ | ----- | ----- |
| Авеш              | 2009/10          | 30   | 14   | 3     | 0     | 0         | 0         | 0      | 0      | 33    | 14    |
| Авеш              | Итого            | 30   | 14   | 3     | 0     | 0         | 0         | 0      | 0      | 33    | 14    |
| Униан Лейрия      | 2010/11          | 12   | 4    | 0     | 0     | 0         | 0         | 0      | 0      | 12    | 4     |
| Униан Лейрия      | Итого            | 12   | 4    | 0     | 0     | 0         | 0         | 0      | 0      | 12    | 4     |
| Витория (Сетубал) | 2011/12          | 16   | 3    | 3     | 1     | 0         | 0         | 0      | 0      | 19    | 4     |
| Витория (Сетубал) | Итого            | 16   | 3    | 3     | 1     | 0         | 0         | 0      | 0      | 19    | 4     |
| Всего за карьеру  | Всего за карьеру | 58   | 21   | 6     | 1     | 0         | 0         | 0      | 0      | 64    | 22    |